# Brandon Carter
Brandon Carter (nacido en 1942) es un físico teórico australiano, conocido por sus aportes al estudio de los agujeros negros, y por ser el primero en nombrar y emplear el principio antrópico tal y como lo conocemos hoy en día. Es investigador en el campus de Meudon, en el Laboratoire Univers et Théories, que forma parte del CNRS.
Estudió en Cambridge, guiado por Dennis Sciama. Carter contribuyó en gran medida a la edad dorada de la relatividad general (1960-1975). Encontró una solución exacta a las ecuaciones geodésicas del agujero negro de Kerr-Newman. En el proceso, descubrió la "cuarta constante del movimiento" y el "tensor Killing-Yano". Junto con Werner Israel y Stephen Hawking, demostró que según la teoría de la relatividad general, la información dentro de los agujeros negros, excepto la masa, la carga eléctrica, y el momento angular, se pierde y desaparece, de ahí la frase: "Los agujeros negros no tienen pelo".
En el 2005, junto con Chachoua y Chamel, formuló una teoría relativista de las deformaciones elásticas en las estrellas de neutrones.